# Радім Ржезник
Радім Ржезник (чеськ. Radim Řezník, нар. 21 січня 1989, Чеський Тешин) — чеський футболіст, захисник клубу «Вікторія» (Пльзень).

## Клубна кар'єра
У дорослому футболі дебютував 2007 року виступами за «Банік», в якому провів чотири сезони, взявши участь у 97 матчах чемпіонату. Більшість часу, проведеного у складі «Баніка», був основним гравцем захисту команди.
До складу клубу «Вікторія» (Пльзень) приєднався 2012 року. Наразі встиг відіграти за пльзенську команду 25 матчів в національному чемпіонаті.

## Виступи за збірні
2004 року дебютував у складі юнацької збірної Чехії, взяв участь у 38 іграх на юнацькому рівні, відзначившись 1 забитими голами.
У 2007—2011 року залучався до складу молодіжної збірної Чехії, разом з якою був учасником молодіжного чемпіонату світу 2009 року та молодіжного чемпіонату Європи 2011 року. Всього на молодіжному рівні зіграв у 14 офіційних матчах.

## Титули і досягнення
- Чемпіон Чехії (5):

«Вікторія» (Пльзень): 2012-13, 2014-15, 2015-16, 2017-18, 2021-22
- Володар Суперкубка Чехії (1):

«Вікторія» (Пльзень): 2015